# ヴァロッテ
『ヴァロッテ』（Valotte）は、1984年に発表されたジュリアン・レノンのファースト・アルバム。全米17位（『ビルボード』誌による）を記録。ファースト・シングル「ヴァロッテ」は全米9位、セカンド・シングル「トゥー・レイト・フォー・グッドバイ」は全米5位のヒットとなる。
「ヴァロッテ」「セイ・ユア・ロング」「トゥー・レイト・フォー・グッドバイ」は1985年に日本国内でジュリアン自身が出演したホンダ・シティ(初代後期)のCMに使用された。

## 収録曲
特記なき楽曲はジュリアン・レノン作。
1. 「ヴァロッテ」 - "Valotte" (Julian Lennon, Justin Clayton, Carlton Morales) – 4:15
2. 「オーケー・フォー・ユー」 - "O.K. For You" (J. Lennon, J. Clayton, C. Morales, Carmello Luggeri) – 3:38
3. 「オン・ザ・ホーン」 - "On The Phone" – 4:42
4. 「スペース」 - "Space" – 4:22
5. 「アイ・ドント・ノウ」 - "Well I Don't Know" – 4:35
6. 「トゥー・レイト・フォー・グッドバイ」 - "Too Late For Goodbyes" – 3:30
7. 「ロンリー」 - "Lonely" – 3:50
8. 「セイ・ユア・ロング」 - "Say You're Wrong" – 3:25
9. 「ジェシ」 - "Jesse" (China Burton) – 3:48
10. 「レット・ミー・ビー」 - "Let Me Be" – 2:12

## パーソネル
インナー・スリーヴによる
- ジュリアン・レノン (Julian Lennon) – ボーカル、キーボード、ベース、シモンズ・ドラム
- バリー・ベケット (Barry Beckett) – キーボード
- デヴィッド・リボルト (David LeBolt) – キーボード
- ピーター・ウッド (Peter Wood) – キーボード
- ジャスティン・クレイトン (Justin Clayton) – ギター
- カールトン・モラレス (Carlton Morales) – ギター
- マーティン・ブライリー (Martin Briley) – ギター (6)
- デニス・ハーリング (Dennis Herring) – ギター (9)
- デヴィッド・フッド (David Hood) – ベース
- マーカス・ミラー (Marcus Miller) – ベース
- カーマイン・ロハス (Carmine Rojas) – ベース
- ロジャー・ホーキンス (Roger Hawkins) – ドラム
- スティーヴ・ホリー (Steve Holley) – ドラム、パーカッション
- ラルフ・マクドナルド (Ralph MacDonald) – パーカッション
- トゥーツ・シールマンス (Toots Thielemans) – ハーモニカ (6)
- マイケル・ブレッカー (Michael Brecker) – サクソフォーン、サックス・ソロ (7)
- ロニー・キューバー (Ronnie Cuber) – サクソフォーン
- ローレンス・フェルドマン (Lawrence Feldman) – サクソフォーン
- ジョージ・ヤング (George Young) – サクソフォーン
- ジョン・ファディス (Jon Faddis) – トランペット
- ジョー・シープリー (Joe Shepley) – トランペット
- ローリィ・ドッド (Rory Dodd) – バック・ボーカル
- エリック・トロイヤー (Eric Troyer) – バック・ボーカル